# Maya Beiser
Pour les articles homonymes, voir Beiser.
Maya Beiser, née le 31 décembre 1963 dans le kibboutz de Gazit (en) en Israël, est une violoncelliste américaine spécialisée dans la musique contemporaine et d'avant-garde et associée au mouvement dit « cello rock ».

## Biographie
Maya Beiser est la fille d'une mère française et d'un père argentin. Elle a grandi dans un kibboutz en Galilée, où ses parents s'établirent dans les années 1960 avant d'émigrer aux États-Unis. Formée initialement au piano, elle étudie le violoncelle – auprès d'Aldo Parisot, Alexander Schneider ainsi qu'Isaac Stern – puis suit un cursus universitaire à la School of Music de l'université Yale.
Au cours de sa carrière, elle a collaboré avec de nombreux compositeurs pour leurs créations ou enregistrements tels que Louis Andriessen, Steve Reich (création en 2003 de Cello Counterpoint dont elle est dédicataire), David Lang (création en 2003 de World to Come), Tan Dun (Green Umbrella), Brian Eno, Philip Glass, Osvaldo Golijov, Michael Gordon, Julia Wolfe, Mark-Anthony Turnage, des plasticiens comme Shirin Neshat (créations multimédias World to Come (2003) et Almost Human (2006) au Carnegie Hall) et Bill Morrison ainsi qu'avec la chorégraphe Lucinda Childs (The Day). 
Maya Beiser vit à New York.

## Discographie
- 1994 : The Cello Music of Gubaidulina and Ustvolskaya, KOCH International Classics
- 1995 : sur l'album Industry de Bang on a Can All Stars – violoncelle amplifié
- 1999 : Oblivión, KOCH International Classics
- 2000 : Caught by Sky with Wire – The Maya Beiser / Steven Schick Project, Oodiscs
- 2000 : Kinship, KOCH International Classics
- 2003 : World to Come, KOCH International Classics
- 2003 : sur le disque You Are (Variations) / Cello Counterpoint de Steve Reich, Nonesuch Records – violoncelle solo
- 2007 : Almost Human, KOCH International Classics
- 2010 : Provenance, Innova
- 2012 : Time Loops avec Michael Harison, Cantaloupe Music
- 2014 : Uncovered, Innova
- 2016 : TranceClassical, Innova
- 2018 : The Day avec Kate Valk (voix), Cantaloupe Music